# Horizon pipeline
Horizon Pipeline — трубопровід, що постачає природний газ з хабу Joilet до округу Мак-Генрі на півночі того ж штату Іллінойс, де він передається у розподільчу мережу компанії Nicor, орієнтовану на постачання штату Вісконсин.
Введений в експлуатацію у 2002 році, трубопровід має загальну довжину 73 милі, в тому числі ділянка 27 миль новозбудованої траси з діаметром 900 мм та 46 миль старого трубопроводу, орендованого в одного з співвласників проекту Horizon компанії Kinder Morgan. Остання володіє потужною системою Natural Gas Pipeline Company of America (NGPL), яка доставляє блакитне паливо до хабу Joilet з південного напрямку.
Пропускна здатність Horizon pipeline становить до 3,9 млрд м3 на рік, що забезпечується роботою компресорної станції в Joilet.